# Haud

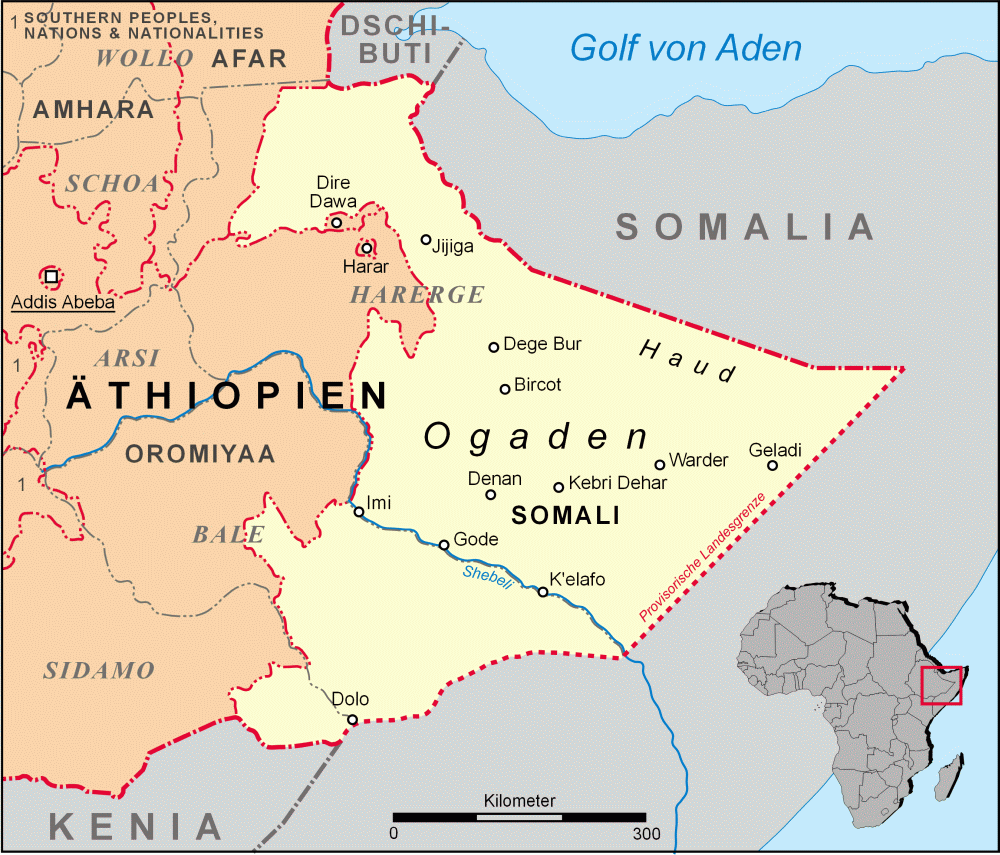
Mappa dell'Ogaden con Haud

Haud (o Hawd) è una regione di savane spinose e praterie del Corno d'Africa, che comprende la parte nord-orientale dell'Ogaden in Etiopia, e le parti adiacenti della Somalia. 

## Geografia
Il Haud è di estensione indeterminata; alcuni ritengono che indichi la parte dell'Etiopia ad est della città di Harar. I.M. Lewis fornisce una descrizione molto più dettagliata, dicendo che arriva a sud delle colline pedemontane del Golia e dell'Ogo.
"Le estremità nord e est si trovano all'interno della Repubblica Somala, mentre la parte occidentale e quella meridionale (quest'ultima fondendosi con l'altopiano di somaligalbeed) fanno parte della provincia dell'Harar dell'Etiopia."
Per decenni, dopo la fine dell'occupazione italiana dell'Etiopia nel 1941, questa (come l'intero somali galbeed) è stata una zona di conflitto e di controversie.